# Hirondelle de Preuss
Petrochelidon preussi
Espèce
Synonymes
- Lecythoplastes preussi (Protonyme)
- Hirundo preussi

Statut de conservation UICN

 LC  : Préoccupation mineure
L'Hirondelle de Preuss (Petrochelidon preussi) est une espèce de passereaux de la famille des Hirundinidae. 
Son nom est attribué à l'explorateur et naturaliste allemand Paul Rudolph Preuss (1861–1926).

## Répartition
Son aire s'étend du Sierra Leone au nord de la RDC.

## Taxonomie
C'est une espèce monotypique (non subdivisée en sous-espèces), parfois classée dans le genre Hirundo.